# Estétrol
L'estétrol (E4) ouœstétrol (aussi nommé 15α-hydroxyestriol ou estra-1,3,5(10)-triene-3,15α,16α,17β-tetrol), est une hormone stéroïde du groupe des œstrogènes. C'est aussi un antioxydant.
Cette hormone est dite « faible », c'est-à-dire ayant une affinité plutôt faible pour les récepteurs des œstrogènes. Elle n'est produite, à des niveaux détectables, que quelques mois durant la vie, lors de la grossesse par le fœtus, ; et elle est exclusivement synthétisée par le foie fœtal. 
L'estétrol est étroitement lié à l'œstriol (autre œstrogène faible qui n'est trouvé en grande quantité uniquement lors de la grossesse,.
Avec l'estradiol (E2), l'estrone (E1) et l'estriol (E3), l'estétrol est un œstrogène d'importance majeure chez l'Humain, mais uniquement lors de la grossesse pour le binôme mère-enfant.
En raison de ses propriétés pharmacocinétiques (longue demi-vie, élimination lente), et en raison de son profil pharmacologique et d'innocuité chez l'Humain, cette hormone naturelle a fait l'objet de recherche et de développement en tant que contraceptif et/ou candidat-médicament.  E4 est un agoniste des œstrogènes biodisponibles oralement efficaces, et il présente des effets antagonistes des œstrogènes sur le sein en présence d'œstradiol. Il pourrait être utile en hormonothérapie substitutive pour lutter contre l'atrophie vaginale et certains symptômes vasomoteurs, contre l'ostéoporose et le cancer du sein.

## Utilisations comme biomarqueur?
Utiliser le taux d'estétrol comme marqueur du bien-être fœtal a été envisagé. Mais la grande variation intra et interindividuelle des taux plasmatiques maternels d'estétrol durant la grossesse a fait abandonner cette possibilité,,,,.

## Fonction biologique
L'estétrol est un œstrogène ayant des effets œstrogéniques dans divers tissus, mais ses fonctions physiologiques sont encore inconnues. 
- Outre ses fonctions hormonales, c'est aussi une molécule antioxydante qui s'est montrée in vitro (sur des cellules hippocampiques primaires) et dans le modèle animal (rat de laboratoire) capable d'atténuer l'encéphalopathie néonatale hypoxique-ischémique.

## Activité biologique
L'estétrol est un agoniste des récepteurs des œstrogènes, il montre une sélectivité élevée pour les récepteurs des œstrogènes, ; il est donc un œstrogène,. 

Il a une affinité modérée pour l'ERα et l'ERβ, avec des valeurs de Ki de 4,9 nM et 19 nM, respectivement,.

Il a un tropisme 4 à 5 fois plus élevé pour l'ERα que pour l'ERβ,; 

Il a une faible affinité pour les RE par rapport à l'œstradiol, et l'estétrol et l'œstrogène œstrogène associé nécessitent des concentrations sensiblement plus élevées que l'œstradiol pour produire des effets similaires à l'œstradiol.

L'affinité de l'estétrol pour les récepteurs des œstrogènes est d'environ 0,3% de celle de l'estradiol chez le rat, mais de 6,25% chez l'humain ; et sa puissance in vivo dans le modèle animal est d'environ 2 à 3% de celle de l'estradiol.

## Biochimie

### Biosynthèse
L'estétrol est synthétisé pendant la grossesse uniquement dans le foie fœtal à partir de l'estradiol (E2) et de l'œstriol (E3) par les deux enzymes 15α- et 16α-hydroxylase,,. Alternativement, l'estétrol est synthétisé avec la 15α-hydroxylation du 16α-hydroxy-DHEA sulfate comme étape intermédiaire. Il apparaît dans le sérum maternel vers la semaine 9 de la grossesse. Après la naissance, le foie néonatal perd rapidement sa capacité à synthétiser l'estétrol car ces deux enzymes ne sont plus exprimées.
L'estétrol atteint la circulation maternelle via le placenta et il est déjà détecté à la neuvième semaines de grossesse dans l'urine maternelle,. Au second trimestre de la grossesse, des niveaux élevés ont été trouvés dans le plasma sanguin  maternel, avec des concentrations en augmentation constante de l'estétrol non conjugué à environ 1 ng/mL (> 3 nM) en fin de la grossesse.

## Distribution
En termes de liaison aux protéines plasmatiques, l'estétrol est modérément lié à l'albumine et n'est pas lié à la globuline de liaison aux hormones sexuelles (SHBG),.

## Métabolisation
L'estétrol est métabolisé de façon minimale, voire pas du tout. 
Il est conjugué par glucuronidation, et dans une moindre mesure par sulfatation puis excrété.

## Excrétion
L'estétrol est excrété principalement ou complètement dans l'urine,

## Chimie
L'estétrol est un stéroïde naturel (estrane ; dérivé de l'estrine, dit estratriène)
la dénomination abbréviative « E4 » signifie qu'il s'agit d'un œstrogène (estrogen en anglais) ayant 4 groupes hydroxyle  (ce qui facilite sa classification par rapport aux hormones proches E1 (Estrone) E2 (estradiol), E3 (estriol).
L'estétrol est aussi dénommé : 
- 15α-hydroxyestriol
- estra-1,3,5 (10)-triène-3,15α, 16α, 17β-tetrol.

## Synthèse
Des synthèses chimiques de l'estétrol ont été publiées.

## Historique
L'estétrol a été découvert en 1965 par Egon Diczfalusy et des collègues de l'Institut Karolinska à Stockholm, en Suède, qui l'ont isolé dans l'urine de femmes enceintes,